# Bemarivo
El riu Bemarivo, literalment «gran poc profund», es troba al nord de Madagascar, en l'extrem nord del territori conegut com a Betsimisaraka, regió de la qual serveix com a vora natural. Desguassa cap a la costa nord-est de l'illa, al nord de Sambava, a l'oceà Índic. Drena la part oriental del massís de Tsaratanana i la meitat nord del massís de Marojejy. Un afluent del riu Sofia també s'anomena riu Bemarivo.